# 独立阿尔巴尼亚
独立阿尔巴尼亚（阿尔巴尼亚语：Shqipëria e Pavarur ）是1912年11月28日在发罗拉（当时是奥斯曼帝国的一部分）宣布成立的议会制国家。其议会于1912年12月4日成立。1912至1913年伦敦会议召開時，阿尔巴尼亚代表团提交了一份备忘录，要求国际承认独立阿尔巴尼亚。会议开始时决定阿尔巴尼亚地区将处于奥斯曼帝国的宗主权之下，但有一个自治政府。代表团基于阿尔巴尼亚人种族权利提出的承认请求遭到拒绝，1913年5月30日签署的条约将塞尔维亚、希腊和黑山之间声称拥有的土地的大部分分割，只留下一个中部地区作为独立领土，置于列强的保护之下。1913年7月29日，六个大国的大使再次开会，决定建立一个新的国家，即阿尔巴尼亚公国，作为君主立宪制国家。最后，随着1913年8月签署《布加勒斯特条约》，这个新的独立国家成立，将大约40%的阿尔巴尼亚族人口留在其边界之外。